# 全国生态脆弱区重点保护区域
中国的全国生态脆弱区重点保护区域，是中华人民共和国环境保护部为改善生态脆弱区生态环境而根据该国生态脆弱区空间分布及其生态环境现状，在全国八大生态脆弱区中确定的19个重点保护区域，作为建设规划的分区。生态脆弱区是环保部实施“三区推进”生态保护战略的重要组成部分，另两区分别是自然保护区和重要生态功能保护区。

## 重点生态脆弱区列表
- 东北林草交错生态脆弱区
  - 大兴安岭西麓山地林草交错生态脆弱重点区域

- 北方农牧交错生态脆弱区
  - 辽西以北丘陵灌丛草原垦殖退沙化生态脆弱重点区域
  - 冀北坝上典型草原垦殖退沙化生态脆弱重点区域
  - 阴山北麓荒漠草原垦殖退沙化生态脆弱重点区域
  - 鄂尔多斯荒漠草原垦殖退沙化生态脆弱重点区域

- 西北荒漠绿洲交替生态脆弱区
  - 贺兰山及蒙宁河套平原外围荒漠绿洲生态脆弱重点区域
  - 新疆塔里木盆地外缘荒漠绿洲生态脆弱重点区域
  - 青海柴达木高原盆地荒漠绿洲生态脆弱重点区域

- 南方红壤丘陵山地生态脆弱区
  - 南方红壤丘陵山地流水侵蚀生态脆弱重点区域
  - 南方红壤山间盆地流水侵蚀生态脆弱重点区域

- 西南岩溶山地石漠化生态脆弱区
  - 西南岩溶山地丘陵流水侵蚀生态脆弱重点区域
  - 西南岩溶山间盆地流水侵蚀生态脆弱重点区域

- 西南山地农牧交错生态脆弱区
  - 横断山高中山农林牧复合生态脆弱重点区域
  - 云贵高原山地石漠化农林牧复合生态脆弱重点区域

- 青藏高原复合侵蚀生态脆弱区
  - 青藏高原山地林牧复合侵蚀生态脆弱重点区域
  - 青藏高原山间河谷风蚀水蚀生态脆弱重点区域

- 沿海水陆交替带生态脆弱区
  - 辽河、黄河、长江、珠江等滨海三角洲湿地及其近海水域
  - 渤海、黄海、南海等滨海水陆交接带及其近海水域
  - 华北滨海平原内涝盐碱化生态脆弱重点区域